# Фруктовая улица (Москва)
Фрукто́вая у́лица — улица в Юго-Западном и Южном административных округах города Москвы на территории районов Зюзино и Нагорного. Расположена между Варшавским шоссе и Азовской улицей. В середине пересекается Симферопольским бульваром. Нумерация домов ведётся от Варшавского шоссе.

## Происхождение названия
Названа по бывшему барачному посёлку «Фруктовка», который, в свою очередь, был назван по фруктовому саду, находившемуся на этом месте.

## История
Название Фруктовая улица существует с 1946-го или 1951 года, тогда здесь пленными немцами были построены и заселены двухэтажные кирпичные дома с трёхкомнатными квартирами: четыре 12-квартирных дома по три семьи в каждой квартире с нумерацией домов 2, 4, 6, 8. Дома были заселены семьями сотрудников ЗИЛа, и все вместе они носили название — посёлок ЗИЛ.

## Здания и сооружения
По нечётной стороне:
- Дом 9 — Школа № 1450 «Олимп»
- Дом 15 — ясли-сад № 1403

По чётной стороне:
- Дом 8, корп. 1, стр. 2 — Почтовое отделение 117556
- Дом 12 — Городская поликлиника № 2 (бывший кардиологический центр)
- Дом 18 — ЕИРЦ и паспортный стол района Зюзино
- Дом 24 — Пожарная часть № 52

## Транспорт
По улице наземный городской транспорт не проходит. В начале улицы её пересекают автобусы 965, м95, с929, т52; в середине она пересекается трамваями 3, 16, автобусом н8; в конце улицы расположена станция метро «Нахимовский проспект». До начала улицы можно добраться от станции метро «Варшавская».